# رون بروير (لاعب كرة قدم كندية)
رون بروير هو لاعب كرة قدم كندية كندي، ولد في 10 يناير 1937 في تورونتو في كندا.